# Anton Feichtinger
Anton Feichtinger, ljubljanski župan v 16. stoletju, † 1600.
Feichtinger je postal župan Ljubljane zaradi svoje katoliške veroizpovedi. Nekaj dni, preden je zasedel to mesto, je bil za župana namreč izvoljen protestant Martin Schoberl, vendar to ni bilo v skladu z ukazi oblasti. Feichtinger je bil pred tem omenjen kot knežji tehtničar in kandidat za mestnega pisarja.